# 모모카스테라

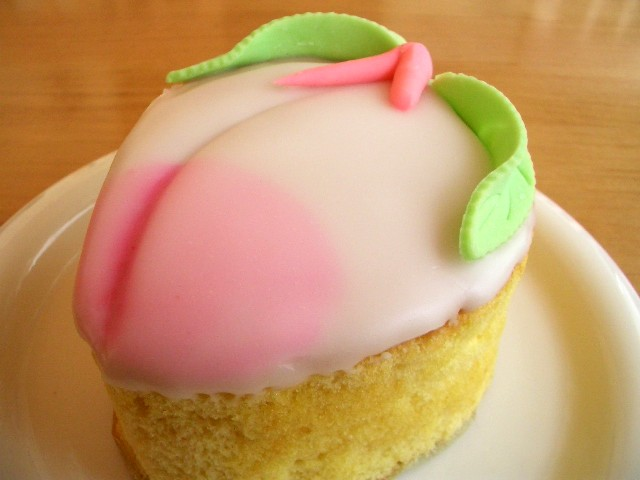
모모카스테라

모모카스테라(일본어: 桃カステラ)는 복숭아를 본뜬 일본 나가사키현의 향토 과자이다.